# Dolichurus taprobanae
Dolichurus taprobanae (лат.) — вид ос рода Dolichurus из семейства Ampulicidae.

## Распространение
Южная и Юго-Восточная Азия: Вьетнам, Индия, Индонезия, Китай, Лаос, Малайзия, Мьянма, Таиланд, Шри-Ланка

## Описание
Мелкие осы (около 5 мм), основная окраска чёрная; ноги, жвалы и тегулы красновато-коричневые. На лбу имеется выступ, к которому прикрепляются усики. Шпоры голеней от коричневого до белого. Переднеспинка широкая; нотаули развиты. Брюшко в основании широкое, в передних крыльях по 3 радиомедиальные ячейки.
Предположительно, как и другие виды своего рода, охотятся на тараканов, которых жалят, парализуют и откладывают на них свои яйца.